# Venezuelas præsidenter
Venezuelas præsident (spansk: presidente de Venezuela) er både statsoverhoved og regeringschef i Venezuela. Den nuværende præsidentperiode er på seks år med en forfatningsmæssigt fastsat mulighed for at afholde nyvalg på et hvilket som helst tidspunkt i løbet af periodens sidste tre år. Den 15. februar 2009 afskaffedes en tidligere bestemmelse om at begrænse en præsidents embedstid til to perioder efter en folkeafstemning.
Venezuelas nuværende præsident er Nicolás Maduro. Han var vicepræsident, indtil præsident Hugo Chávez døde den 5. marts 2013. Maduro blev således fungerende præsident frem til den 19. april 2013, hvor han officielt blev indsat som præsident, efter at have vundet præsidentvalget fem dage tidligere, den 14. april.
Betegnelsen "presidente" indbefatter kun de personer, som har aflagt ed om varetagelse af embedet som præsident i Venezuela efter landets uafhængighedserklæring fra det spanske kolonistyre, hvilket fik virkning fra 5. juli 1811. Den første præsident, som tiltrådte på denne dato, var en af de tre underskrivere af uafhængighedserklæringen, Cristóbal Mendoza, men i virkeligheden var det et triumvirat, som på skift indtog posten en uge ad gangen. Mendoza indgik i triumviratet sammen med Juan Escalona og Baltasar Padrón.
Som følge af de omfattende omvæltninger under Venezuelas uafhængighedskrig og perioden med Gran Colombia er der et hul i præsidentrækken fra 1814 til 1819. Kongressen i Angostura udpegede Simón Bolívar til "Jefe Supremo de la República de Venezuela" (øverste leder af Republikken Venezuela) fra 1819 til 1830. I præsidentrækken indgår ud over de almindelige indehavere også en række midlertidige 'varetagere af embedet', og der indgår både demokratisk valgte og præsidenter, som har besat embedet på anden måde.

## Præsidenterne og deres rækkefølge
Præsidentperiodens nummer fremgår af den anden kolonne i tabellen nedenfor. Efter at være blevet republik i 1811 har Venezuela indtil nu haft 75 præsidentperioder, dvs. hvor en person har været præsident i en enkelt periode, begyndende med Cristóbal Mendoza. Tallet i anden kolonne viser derfor den ubrudte tid i embedet for en enkelt præsident. For eksempel var Juan Crisóstomo Falcón præsident i to på hinanden følgende perioder og indtager derfor pladsen som den 24. og 25. præsident i kolonne 1, men som den 20. præsident i kolonne to. I tredje kolonne er anført nummereringen ifølge det antal forskellige præsidenter, som har været indehavere af posten.
Mange af præsidenterne besad kun embedet provisorisk, til den valgte eller egentlige præsident kunne indtage det, hvilket i almindelighed var en følge af eftervirkninger af borgerkrig, oprør eller et statskup. Nogle præsidentlister medtager ikke alle de anførte med begrundelse i deres meget korte embedsperiode, usædvanlige omstændigheder omkring deres besættelse af embedet eller andre forhold. Den farve, som den enkelte præsident vises under, angiver hans tilhørsforhold til et af de følgende politiske partier:
      Konservative parti
      Liberale parti
      Uafhængig
      Militærstyre
      Demokratisk Aktion
      COPEI
      Convergencia Nacional
      Femte Republik-bevægelsen

### Venezuelas præsidenter
| Nr. (alle) | Nr. (ubrudte) | Nr, (individuelle) | Billede | Præsident                                         | Embedsperiode                          | Embedsovertagelse                                       | Profession                       |
| ---------- | ------------- | ------------------ | ------- | ------------------------------------------------- | -------------------------------------- | ------------------------------------------------------- | -------------------------------- |
| 1          | 1             | 1                  |         | Cristóbal Mendoza, Juan Escalona, Baltasar Padrón | 5. marts 1811 – 21. marts 1812         | Udøvende triumvirat valgt af første nationalforsamling  | Advokat, militskaptajn, godsejer |
| 2          | 2             | 2                  |         | Simón Bolívar                                     | 6. august 1813 – 7. juli 1814          | Indirekte valg                                          | General                          |
| 3          | 3             | 2                  |         | Simón Bolívar                                     | 15. februar 1819 – 17. december 1819   | Indirekte valg                                          | General                          |
| 4          | 4             | 3                  |         | José Antonio Páez                                 | 13. januar 13 1830 – 20. januar 1835   | Indirekte valg                                          | General                          |
| 5          | —             | 5                  |         | Andrés Narvarte                                   | 20. januar 1835 – 9. februar 1835      | Fungerende præsident                                    | Advokat / Politiker              |
| 6          | 5             | 4                  |         | José María Vargas                                 | 9. februar 1835 – 9. juli 1835         | Indirekte valg                                          | Læge                             |
| 7          | —             | 6                  |         | José María Carreño                                | 27. juli 1835 – 20. august 1835        | Midlertidig præsident                                   | General                          |
| 8          | —             | 4                  |         | José María Vargas                                 | 20. august 1835 – 24. april 1836       | Restauration                                            | Læge                             |
| 9          | 6             | 5                  |         | Andrés Narvarte                                   | 24. april 1836 – 20. januar 1837       | midlertidig embedsførelse                               | Advokat / Politiker              |
| 10         | 7             | 6                  |         | José María Carreño                                | 20. januar 1837 – 11. marts 1837       | midlertidig embedsførelse                               | General                          |
| 11         | 8             | 7                  | –       | Carlos Soublette                                  | 11. marts 1837 – 1. februar 1839       | midlertidig embedsførelse                               | General                          |
| 12         | 9             | 3                  |         | José Antonio Páez                                 | 1. februar 1839 – 28. januar 1843      | Indirekte valg                                          | General                          |
| 13         | 10            | 7                  | –       | Carlos Soublette                                  | 28. januar 1843 – 20. januar 1847      | Indirekte valg                                          | General                          |
| 14         | 11            | 8                  |         | José Tadeo Monagas                                | 20. januar 1847 – 5. februar 1851      | Indirekte valg                                          | General                          |
| 15         | 12            | 9                  |         | José Gregorio Monagas                             | 5. februar 1851 – 20. januar 1855      | Indirekte valg                                          | General                          |
| 16         | 13            | 8                  |         | José Tadeo Monagas                                | 20. januar 1855 – 15. marts 1858       | Indirekte valg                                          | General                          |
| 17         | 14            | 10                 |         | Pedro Gual Escandon                               | 15. marts 1858 – 18. marts 1858        | Provisorisk præsident                                   | Advokat                          |
| 18         | 15            | 11                 |         | Julián Castro                                     | 18. marts 1858 – 2. august 1859        | Statskup                                                | General                          |
| 19         | 16            | 10                 |         | Pedro Gual Escandon                               | 2. august 1859 – 29. september 1859    | Provisorisk præsident                                   | Advokat                          |
| 20         | 17            | 11                 |         | Manuel Felipe de Tovar                            | 29. september 1859 – 20. maj 1861      | Statskup (første periode); Direkte valg (anden periode) | Politiker                        |
| 21         | 18            | 10                 |         | Pedro Gual Escandon                               | 20. maj 1861 – 29. august 1861         | Provisorisk præsident                                   | Advokat                          |
| 22         | 19            | 3                  |         | José Antonio Páez                                 | 29. august 1861 – 15. juni 1863        | Diktator                                                | General                          |
| 23         | 20            | 12                 |         | Juan Crisóstomo Falcón                            | 15. juni 1863 – 18. marts 1865         | Sejrherre i borgerkrig (første periode)                 | General                          |
| 24         | 20            | 12                 |         | Juan Crisóstomo Falcón                            | 18. marts 1865 – 25. april 1868        | Indirekte valg (anden periode)                          | General                          |
| 25         | 21            | 13                 |         | Manuel Ezequiel Bruzual                           | 25. april 1868 – 28. juni 1868         | Provisorisk præsident                                   | Officer                          |
| 26         | 22            | 14                 |         | Guillermo Tell Villegas                           | 28. juni 1868 – 20. februar 1869       | Provisorisk præsident                                   | Advokat / Militærperson          |
| 27         | 23            | 15                 |         | José Ruperto Monagas                              | 20. februar 1869 – 16. april 1870      | Revolution                                              | General                          |
| 28         | 24            | 14                 |         | Guillermo Tell Villegas                           | 16. april 1870 – 27. april 1870        | Provisorisk præsident                                   | Advokat / Militærperson          |
| 29         | 25            | 16                 |         | Antonio Guzmán Blanco                             | 27. april 1870 – 20. februar 1873      | Revolution (første periode)                             | Advokat / General                |
| 30         | 25            | 16                 |         | Antonio Guzmán Blanco                             | 20. februar 1873 – 27. februar 27 1877 | Indirekte valg (anden periode)                          | Advokat / General                |
| 31         | 26            | 17                 |         | Francisco Linares Alcántara                       | 27. februar 1877 – 30. november 1878   | Indirekte valg                                          | General                          |
| 32         | 27            | 18                 |         | José Gregorio Valera                              | 30. november 1878 – 26. februar 1879   | Provisorisk præsident                                   | General                          |
| 33         | 28            | 16                 |         | Antonio Guzmán Blanco                             | 26. februar 1879 – 12. maj 1880        | Valgt af delstaterne                                    | Advokat / General                |
| 34         | 28            | 16                 |         | Antonio Guzmán Blanco                             | 12. maj 1880 – 1882                    | Valgt af delstaterne                                    | Advokat / General                |
| 35         | 28            | 16                 |         | Antonio Guzmán Blanco                             | 1882 – 26. april 1884                  | Valgt af delstaterne                                    | Advokat / General                |
| 36         | 29            | 18                 |         | Joaquín Sinforiano de Jesús Crespo                | 26. april 1884 – 15. september 1886    | Valgt af delstaterne                                    | General                          |
| 37         | 30            | 16                 |         | Antonio Guzmán Blanco                             | 15. september 1886 – 8. august 1887    | Valgt af delstaterne                                    | Advokat / General                |
| 38         | 31            | 19                 |         | Hermógenes López                                  | 8. august 1887 – 2. juli 1888          | Midlertidig embedsførelse                               | General                          |
| 39         | 32            | 20                 |         | Juan Pablo Rojas Paúl                             | 2. juli 1888 – 19. marts 1890          | Valgt af delstaterne                                    | Advokat                          |
| 40         | 33            | 27                 |         | Raimundo Andueza Palacio                          | 19. marts 1890 – 17. juni 1892         | Valgt af delstaterne                                    | Advokat                          |
| 41         | 34            | —                  |         | Guillermo Tell Villegas                           | 17. juni 1892 – 31. august 1892        | Provisorisk præsident                                   | Advokat / Militærperson          |
| 42         | —             | —                  |         | Guillermo Tell Villegas Pulido                    | 31. august 1892 – 7. oktober 1892      | Provisorisk præsident                                   | Advokat                          |
| 43         | 35            | 28                 |         | Joaquín Sinforiano de Jesús Crespo                | 7. oktober 1892 – 14. marts 1894       | Revolution                                              | General                          |
| 44         | 35            | 29                 |         | Joaquín Sinforiano de Jesús Crespo                | 14. marts 1894 – 28. februar 1898      | Valgt af delstaterne                                    | General                          |
| 45         | 36            | 30                 |         | Ignacio Andrade                                   | 28. februar 1898 – 20. oktober 1899    | Direkte valg                                            | Politiker                        |
| 46         | 37            | 31                 |         | Cipriano Castro Ruiz                              | 20. oktober 1899 – 19. december 1908   | Revolution                                              | General                          |
| 47         | 38            | 32                 |         | Juan Vicente Gómez                                | 19. december 1908 – 5. august 1913     | Statskup                                                | General                          |
| 48         | —             | —                  |         | José Gil Fortoul                                  | 5. august 1913 – 19. april 1914        | Udpeget provisorisk præsident                           | Advokat                          |
| 49         | 39            | —                  |         | Victorino Márquez Bustillos                       | 19. april 1914 – 1922                  | Udpeget provisorisk præsident                           | Advokat / Politiker              |
| 50         | 40            | 32                 |         | Juan Vicente Gómez                                | 1922 – 30. maj 1929                    | —                                                       | General                          |
| 51         | 41            | —                  |         | Juan Bautista Pérez                               | 30. maj 1929 – 13. juni 1931           | Indirekte valg i Nationalforsamlingen                   | Advokat / magistrat              |
| 52         | 42            | 32                 |         | Juan Vicente Gómez                                | 13. juni 1931 – 17. december 1935      | Indirekte valg i Nationalforsamlingen                   | General                          |
| 53         | 43            | 33                 |         | Eleazar López Contreras                           | 18. december 1935 – 30. juni 1936      | Midlertidig embedsførelse (første periode)              | General                          |
| 54         | 43            | 34                 |         | Eleazar López Contreras                           | 30. juni 1936 – 5. maj 1941            | Indirekte valg (anden periode)                          | General                          |
| 55         | 44            | 35                 |         | Isaías Medina Angarita                            | 5. maj 1941 – 18. oktober 1945         | Indirekte valg                                          | General                          |
| 56         | 45            | 36                 |         | Rómulo Ernesto Betancourt Bello                   | 19. oktober 1945 – 17. februar 1948    | Statskup                                                | Politiker                        |
| 57         | 46            | 37                 |         | Rómulo Gallegos Freire                            | 17. februar 1948 – 24. november 1948   | Direkte valg                                            | Forfatter                        |
| 58         | 47            | 38                 |         | Carlos Delgado Chalbaud                           | 24. november 1948 – 13. november 1950  | Statskup                                                | Officer                          |
| 59         | 48            | 39                 |         | Germán Suárez Flamerich                           | 27. november 1950 – 2. december 1952   | Midlertidig embedsførelse                               | Advokat                          |
| 60         | 49            | 40                 |         | Marcos Pérez Jiménez                              | 2. december 1952 – 23. januar 1958     | Indirekte valg                                          | Officer                          |
| 61         | 50            | 41                 |         | Wolfgang Larrazábal                               | 23. januar 1958 – 14. november 1958    | Statskup                                                | Kontreadmiral                    |
| 62         | 51            | 42                 |         | Edgar Sanabria                                    | 14. november 1958 – 13. februar 1959   | Midlertidig embedsførelse                               | Advokat                          |
| 63         | 52            | 43                 |         | Rómulo Ernesto Betancourt Bello                   | 13. februar 1959 – 13. marts 1964      | Direkte valg                                            | Politiker                        |
| 64         | 53            | 44                 |         | Raúl Leoni Otero                                  | 13. marts 1964 –11. marts 1969         | Direkte valg                                            | Advokat                          |
| 65         | 54            | 45                 |         | Rafael Caldera Rodríguez                          | 11. marts 1969 – 12. marts 1974        | Direkte valg                                            | Advokat                          |
| 66         | 55            | 46                 |         | Carlos Andrés Pérez Rodríguez                     | 12. marts 1974 – 12. marts 1979        | Direkte valg                                            | Politiker                        |
| 67         | 56            | 47                 | -       | Luis Herrera Campins                              | 12. marts 1979 – 2. februar 1984       | Direkte valg                                            | Advokat                          |
| 68         | 57            | 48                 |         | Jaime Lusinchi                                    | 2. februar 1984 – 2. februar 1989      | Direkte valg                                            | Læge                             |
| 69         | 58            | 49                 |         | Carlos Andrés Pérez Rodríguez                     | 2. februar 1989 – 21. maj 1993         | Direkte valg                                            | Politiker                        |
| 70         | —             | —                  |         | Octavio Lepage Barreto                            | 21. maj 1993 – 5. juni 1993            | Interim præsident                                       | Advokat / Politiker              |
| 71         | 59            | 50                 |         | Ramón José Velásquez                              | 5. juni 1993 – 2. februar 1994         | Midlertidig præsident                                   | Forfatter                        |
| 72         | 60            | 51                 |         | Rafael Caldera Rodríguez                          | 2. februar 1994 – 2. februar 1999      | Direkte valg                                            | Advokat                          |
| 73         | 61            | 52                 |         | Hugo Rafael Chávez Frias                          | 2. februar 1999 – 10. januar, 2001     | Direkte valg                                            | Officer (oberstløjtnant)         |
| 74         | 62            | 52                 |         | Hugo Rafael Chávez Frias                          | 10. januar 2001 – 10. januar 2007      | Direkte valg                                            | Officer (oberstløjtnant)         |
| 75         | 63            | 52                 |         | Hugo Rafael Chávez Frías                          | 10. januar 2007 – 10. januar 2013      | Direkte valg                                            | Officer (oberstløjtnant)         |
| 76         | 64            | 52                 |         | Hugo Rafael Chávez Frías                          | 10. januar 2013 – 5. marts 2013        | Direkte valg                                            | Officer (oberstløjtnant)         |
| 77         | –             | 53                 |         | Nicolás Maduro Moros                              | 5. marts 2013 – 19. april 2013         | Fungerende præsident                                    | Buschauffør og fagforeningsleder |
| 78         | 65            | 53                 |         | Nicolás Maduro Moros                              | 19. april 2013 – nu                    | Direkte valg                                            | Buschauffør og fagforeningsleder |